# Jelena Lavko
Pour les articles homonymes, voir Živković.
Jelena Lavko, née Jelena Živković (née le 6 juillet 1991) à Zrenjanin, est une joueuse internationale serbe de handball, évoluant au poste d'arrière droite.

## Palmarès

### En club
compétitions internationales
- vainqueur de la coupe des vainqueurs de coupe en 2012 (avec FTC-Rail Cargo Hungaria)

compétitions nationales
- championne de Serbie en 2011 (avec ŽRK Zaječar)
- championne du Monténégro en 2013  (avec ŽRK Budućnost)
- championne de Croatie en 2015  (avec ŽRK Podravka Koprivnica)
- vainqueur de la coupe de Serbie en 2011  (avec ŽRK Zaječar)
- vainqueur de la coupe du Monténégro en 2013  (avec ŽRK Budućnost)

### En sélection
championnats du monde
- finaliste du championnat du monde 2013[1]